# I. Rudolf felső-burgund király
I. Rudolf (859 – 912. október 25.) felső-burgund király 888-tól haláláig.
A befolyásos német Welf-család sarja volt, Konrád auxerre-i herceg fia volt. 885-ben vagy 886-ban lett Burgundia hercege, majd 888 januárjában St. Maurice d'Agaune apátságában koronázták királlyá. Hamarosan Elzász és Lotaringia nagy részére kiterjesztette hatalmát. Arnulf keleti frank király megtámadta és elfoglalta újonnan szerzett területeit, amelyekről Rudolf 888 végén lemondott, cserébe azért, hogy Arnulf elismerje Burgundiát mint királyságot.